# トレス・デセオス〜3つのお願い
「トレス・デセオス〜3つのお願い」 (トレス・デセオス〜3つのおねがい、Tres Deseos)は、グロリア・エステファンの楽曲。通算16枚目のスタジオ・アルバム『アブリエンド・プエルタス〜扉を開けて』から3枚目のシングルとしてリリースされた。

## 解説
全世界ではプロモーショナル・シングルとしてのリリースだったが、日本ではマキシ・シングルが発売された。
1998年の映画『ダンス・ウィズ・ミー』の挿入歌として使用された。

## 収録曲
日本盤 マキシ・シングル
1. トレス・デセオス〜3つのお願い（アルバム・ヴァージョン）
2. トレス・デセオス〜3つのお願い（12インチ・リミックス）
3. マス・アジャ〜彼方